# Neotonchus interruptus
Neotonchus interruptus är en rundmaskart som beskrevs av Suzanne I. Warwick 1971. Neotonchus interruptus ingår i släktet Neotonchus och familjen Cyatholaimidae. Arten är reproducerande i Sverige. Inga underarter finns listade i Catalogue of Life.